# Люгер

Схема двощоглового люгера

Лю́гер (англ. lugger) — тип дво-, іноді трищоглового вітрильного судна. Назва lugger походить від lugsail (один з типів вітрила); припускається також запозичення від нід. logger, утвореного loggen («ловити бреднем»). Тип косого вітрила, який використовують на люгерах, отримав назву люгерного.

## Опис конструкції
Особливою рисою люгерів була швидкохідність. У зв'язку з цим їх часто використовували для перевезення контрабандних вантажів через Ла-Манш .
Батьківщиною люгерів вважають Бретань. У XVIII столітті двощоглові люгери мали назву «шасс-маре́» (фр. chasse-marée — «мисливці за припливами») і їх використовували переважно французькі моряки. Ці судна мали круглу корму, не мали палуби і їх довжина не перевершувала 15 метрів. На обох щоглах «шасс-маре» було лише по одному люгерному вітрилу (різновиду рейкового). На місті з'єднання кіля з форштевнем знаходилась фок-щогла, а грот-щогла, розташована посередині корпусу судна, була сильно нахилена назад. «Шасс-маре» не мали бушприта.
Трищоглові люгери мали дещо іншу конструкцію. Третя щогла ставилася на кормі, за яку видавався гік. Бушприт був розташований майже горизонтально. Трищогловий люгер мав палубу, транцеву корму і ніс кілька вітрил. У вітрильному оснащенні військових люгерів поряд з люгерними вітрилами і марселями були також брамселі, які ставили на «летюче» подовження стовпового топа щогли, а також 1-3 стакселі.

## Використання судна

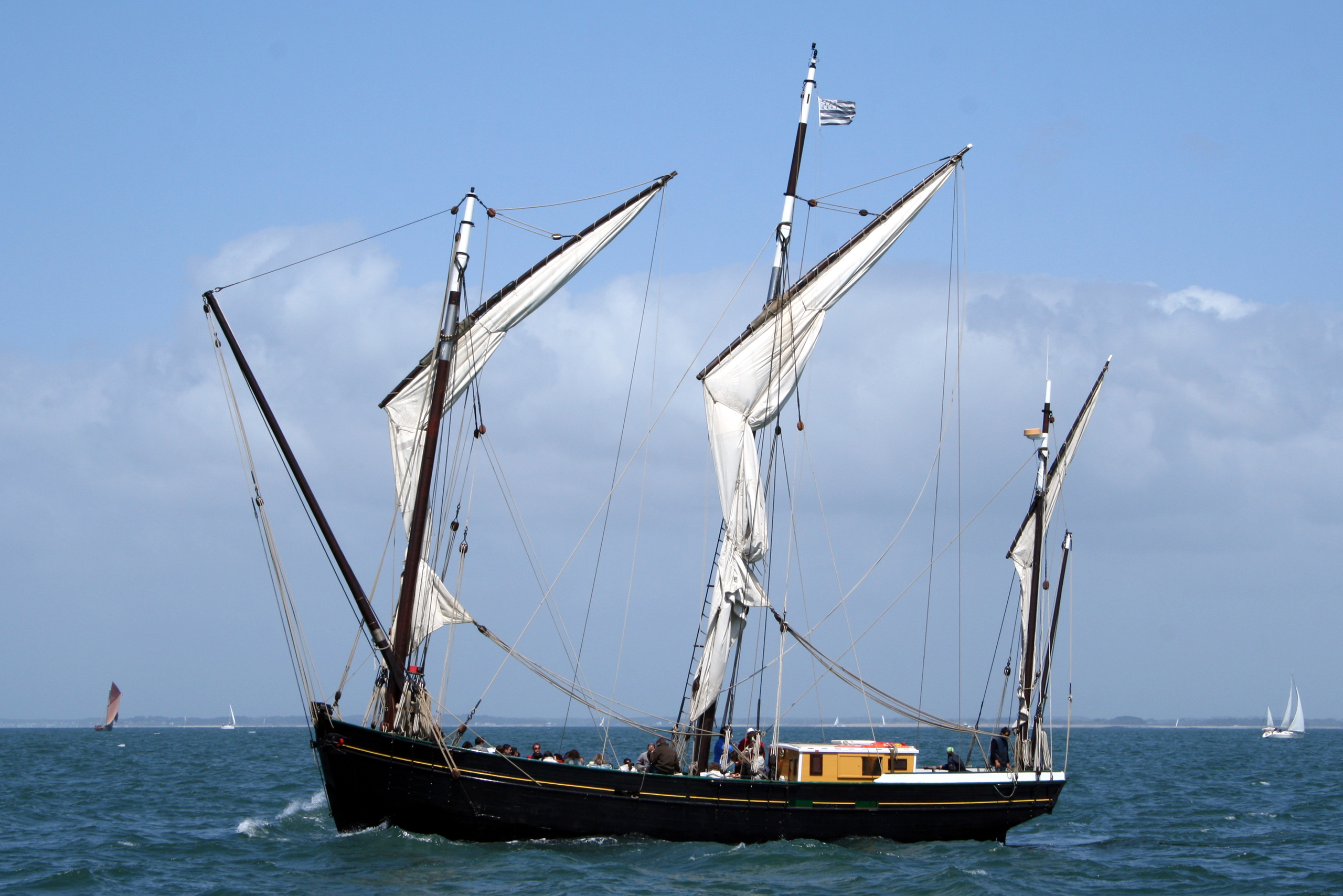
Трищогловий люгер «Corentin» з відкидним бушпритом і гіком

У французькому військовому флоті люгери почали використовувати 1760 року.
У складі Російського імператорського флоту судна цього типу  перебували у першій половині XIX століття і їх використовували здебільшого для посильної служби. Велику частину люгерів, що входили до складу флоту, або перебудували, або переобладнали з інших типів суден в Росії, а один з люгерів придбали в Англії.